# 丹羽義信
丹羽 義信（にわ よしのぶ、1923年4月12日 - 2019年12月23日）は、日本の英語学者、名古屋大学名誉教授。

## 生涯
愛知県生まれ。名古屋大学文学部言語学科卒、同大学院修士課程修了。1975年「古代英語動詞接頭辞Ge-の研究」で名大文学博士。
名古屋大学教育学部附属中学校・高等学校教諭、名古屋大学教養部助教授、同言語文化部教授、1987年定年退官、名誉教授、中部大学教授、名古屋女子大学教授。1988-94年外国語教育メディア学会会長。2000年勲三等旭日中綬章受勲。
2019年12月23日、老衰のため、愛知県岩倉市の病院で死去。96歳没。死没日をもって正四位に叙される。

## 著書
- 『古代英語動詞接頭辞Ge-の研究』松柏社 1973
- The Function and Development of Prefixes and Particles in Three Early English Texts : the Beginning of the Phrasal Verb 金星堂　中部大学学術叢書 1991
- 『美的生活のすすめ 英語教師からのメッセージ』中日新聞社 2004

共編著
- 『インプットから始める英作文』原陟 共編著 大阪教育図書 2002

記念論文集
- 『英語学論集 丹羽義信博士還暦記念』丹羽義信博士還暦記念出版世話人会 1983

## 論文
- 丹羽義信